# Corticotomus apicalis
Corticotomus apicalis is een keversoort uit de familie schorsknaagkevers (Trogossitidae). De wetenschappelijke naam van de soort werd in 1944 gepubliceerd door Edwin Cooper Van Dyke.